# Хрущов, Михаил Михайлович
Михаил Михайлович Хрущо́в (1890—1972) — советский учёный-триболог. Доктор технических наук, профессор. Заслуженный деятель науки и техники РСФСР, лауреат Государственной премии СССР.

## Биография
Родился 30 декабря 1890 года в Санкт-Петербурге, где его отец (будущий владелец машиностроительного завода) учился в Институте путей сообщения.
До 1908 года жил в Орле.
В 1916 году окончил ИМТУ. После Гражданской войны вернулся в Орёл, работал на бывшем отцовском заводе.
В 1925—1931 годах — инженер и начальник отдела в НАМИ (Научный автомоторный институт). В 1927—1934 годах принимал участие в составлении «Технической энциклопедии» в 26-и томах под редакцией Л. К. Мартенса, автор статей по тематике «обработка металлов».
В 1931—1940 годах — начальник технологического отдела выделившегося из НАМИ Научного автотракторного института (НАТИ).
С 1935 года — учёный секретарь комиссии машиноведения АН СССР.
С 1940 года работал в ИМАШ, начальник отдела трения и износа, заведующий лабораторией износостойкости материалов. В 1941—1947 годах — заместитель директора ИМАШ.

## Монографии
- «Поршневые кольца» (1935)
- «Усталость баббитов» (1943)
- «Исследование приработки подшипниковых сплавов и цапф» (1946)
- «Исследование изнашивания металлов» (1960) — совместно с М. А. Бабичевым
- «Абразивное изнашивание» (1970) — совместно с М. А. Бабичевым.
- «Точное определение износа деталей машин» (1953)
- «Определение износа деталей машин методом искусственных баз» (1959).

Соавтор справочника «Материалы деталей автомобилей и тракторов» — совместно с Б. В. Гольдом и А. А. Маурахом (издания 1934, 1936, 1940 и 1948).

## Награды и премии
- два ордена Ленина (…; 20.01.1971)
- орден Трудового Красного Знамени (10.06.1945)
- медали
- Сталинская премия третьей степени (1947) — за разработку конструкции прибора для испытания металла на микротвёрдость
- Заслуженный деятель науки и техники РСФСР
- лауреат Государственной премии СССР